# Francis Graeme Tyrrell
Francis Graeme Tyrrell est un  gouverneur intérimaire du Ceylan britannique dans l'actuel Sri Lanka.

## Distinctions
- Ordre du Bain Compagnon (CB)